# Saint-Marc (Francja)
Saint-Marc (wym. [sɛ̃-maɾk]) – miejscowość i gmina we Francji, w regionie Owernia-Rodan-Alpy, w departamencie Cantal. W dniu 1 stycznia 2016 roku z połączenia czterech ówczesnych gmin – Faverolles, Loubaresse, Saint-Just oraz Saint-Marc – utworzono nową gminę Val d’Arcomie. W 2013 roku populacja Saint-Marc wynosiła 83 mieszkańców.